# Jouttenoja
De Jouttenoja is een beek, die stroomt in de Zweedse  provincie Norrbottens län. Zij is het afwateringsriviertje van het meer Jouttenjärvi (grootte ongeveer 3 hectare) en stroomt zuidoostwaarts naar het Kuittasjärvi. De Jouttenoja is circa 2 kilometer lang.